# Johann Joseph Wilhelm Lux
Johann Joseph Wilhelm Lux (ur. 6 kwietnia 1773 w Opolu, zm. 29 stycznia 1849 w Lipsku) – niemiecki lekarz weterynarii i twórca izopatii, propagator leczenia homeopatycznego u zwierząt. Studiował medycynę, weterynarię, botanikę, filozofię i ekonomię. Był profesorem weterynarii na Uniwersytecie w Lipsku. Autor książki pt. Isopathik der Contagionen opublikowanej w 1833, w której stwierdził na podstawie własnych obserwacji, że wszystkie choroby zakaźne zawierają w swoich produktach patologicznych sposób na ich wyleczenie. Zastąpił w izopatii hahnemannowską zasadę Similia similibus curentur tezą Aequalia aequalibus curentur. Napisał kilka opracowań naukowych, m.in. Characteriscics of the epidemic of bovide (Lipsk, 1893), Translation of Tolnay: Artis Veterinariae, compendium pathologicum (1808) i Popular Studies on the domestic animals (1819). Po przejściu w stan spoczynku poświęcił się zdobywaniu wiedzy z pomologii.